# Aspistomella
Aspistomella är ett släkte av tvåvingar. Aspistomella ingår i familjen fläckflugor.
Kladogram enligt Catalogue of Life:
| Aspistomella | \| \| Aspistomella heteroptera \| \| \| \| \| \| Aspistomella lobioptera \| \| \| \| |
|              | \| \| Aspistomella heteroptera \| \| \| \| \| \| Aspistomella lobioptera \| \| \| \| |
|              | Aspistomella heteroptera                                                             |
|              |                                                                                      |
|              | Aspistomella lobioptera                                                              |
|              |                                                                                      |